# Burhinus senegalensis

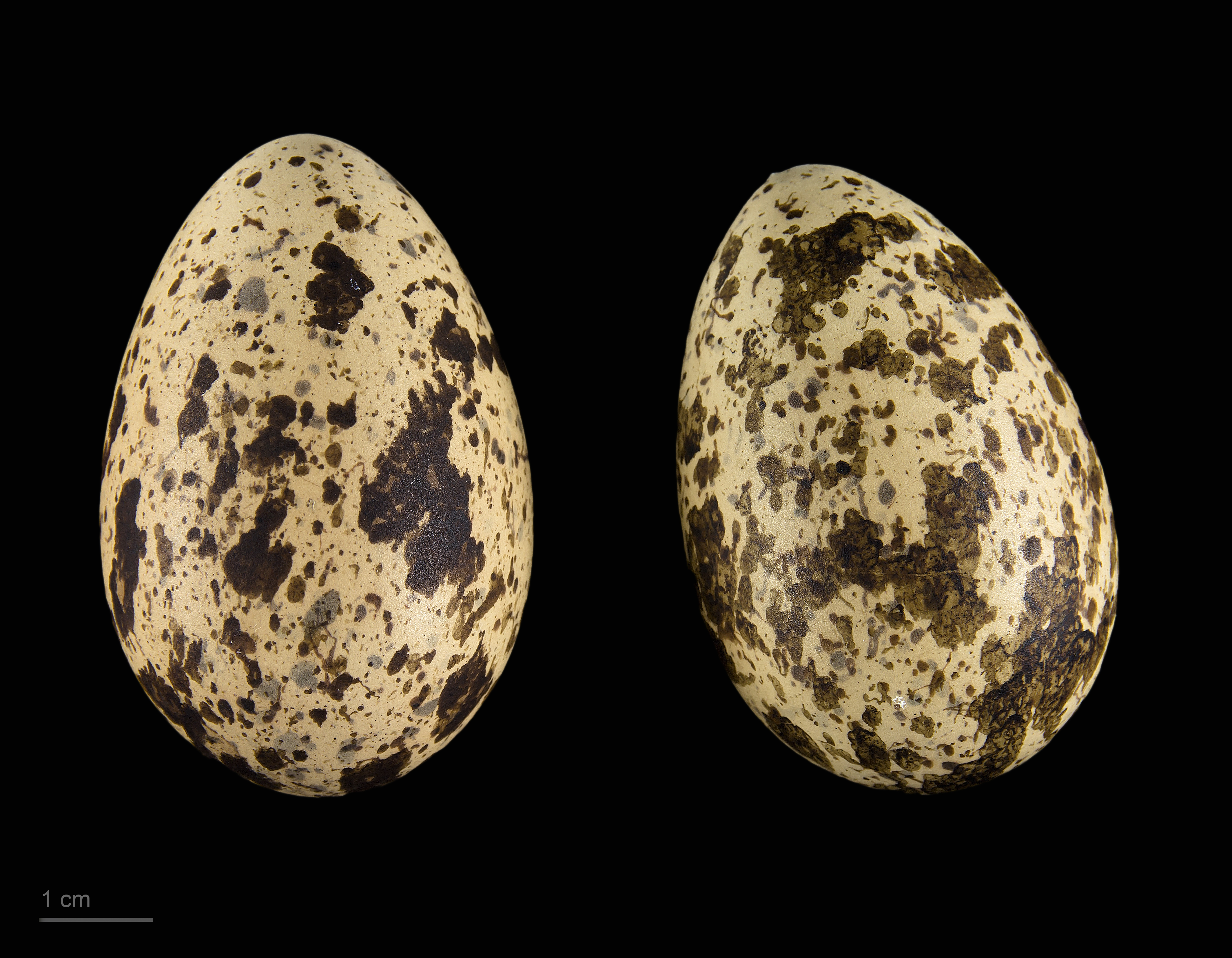
Uova di Burhinus senegalensis

L'occhione del Senegal (Burhinus senegalensis Swainson, 1837) è un uccello appartenente alla famiglia Burhinidae.

## Sistematica
Burhinus senegalensis ha due sottospecie:
- Burhinus senegalensis inornatus
- Burhinus senegalensis senegalensis

## Distribuzione e habitat
Questo uccello vive nell'Africa centrale, nella fascia compresa tra il Sahara e l'equatore, più precisamente dall'Egitto a nord, all'Angola a sud. È di passo in Arabia Saudita.